# سمور دریایی
سَمور دریایی یکی از پستانداران آبزی از سرده سمورها است.
می‌توان گفت سمور دریایی پر موترین جاندار می‌باشد به این علت که در هر سانتی‌متر مربع از بدن سمور دریایی ۱۰۰ تا ۴۰۰ هزار مو می‌باشد.